# Liste der Kulturgüter in Courroux
Die Liste der Kulturgüter in Courroux enthält alle Objekte in der Gemeinde Courroux im Kanton Jura, die gemäss der Haager Konvention zum Schutz von Kulturgut bei bewaffneten Konflikten, dem Bundesgesetz vom 20. Juni 2014 über den Schutz der Kulturgüter bei bewaffneten Konflikten sowie der Verordnung vom 29. Oktober 2014 über den Schutz der Kulturgüter bei bewaffneten Konflikten unter Schutz stehen.
Objekte der Kategorie A sind im Gemeindegebiet nicht ausgewiesen, Objekte der Kategorie B sind vollständig in der Liste enthalten, Objekte der Kategorie C fehlen zurzeit (Stand: 1. Januar 2023).

## Kulturgüter
| Foto |                                                                                           | Objekt | Kat. | Typ | Standort                          | Beschreibung |
| ---- | ----------------------------------------------------------------------------------------- | --- | ---- | --- | --------------------------------- | ------------ |
| ja   | Datei hochladen · Wikidata zu Schloss Soyhières (Q29785370)                               | Schloss Soyhières / Château de Soyhières KGS-Nr.: 03502                                                                                                 | B    | G   | Bellerive 595100 / 248530         |              |
| BW   | Datei hochladen · Wikidata zu Roc de Courroux (Q2160119)                                  | Roc de Courroux, Fundstätte der Bronzezeit / Roc de Courroux, site de l’âge du bronze KGS-Nr.: 03503                                                    | B    | F   | Côte sur Colliard 594160 / 247569 |              |
| BW   | Datei hochladen · Wikidata zu Gallo-römische Villa - merowingische Nekropole (Q110624477) | Place des Mouleurs, gallorömische Villa und merowingische Nekropole / Place des Mouleurs, villa gallo-romaine et nécropole mérovingienne KGS-Nr.: 16867 | B    | F   | 595180 / 245701                   |              |
| ja   | Datei hochladen · Wikidata zu Kirche St-Nicolas (Q55382561)                               | Kirche Saint-Nicolas / Église Saint-Nicolas KGS-Nr.: 17169                                                                                              | B    | G   | Rue de l’Eglise 4 595167 / 245702 |              |